# Ussat
Ussat é uma comuna francesa na região administrativa de Occitânia, no departamento de Ariège. Estende-se por uma área de 4,4 km². Em 2010 a comuna tinha 322 habitantes (densidade: 73,2 hab./km²).